# Sailor Moon/Mangaliste
Diese Liste enthält alle Sailor V und Sailor Moon-Manga-Bände sowie ihre Kapitel.

Logo der Erstauflage von 1998 (Feest Comics)

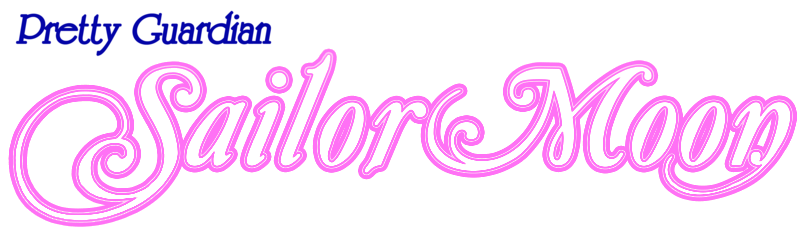
Logo der Neuauflage von 2011 (Egmont Anime und Manga)

## Sailor V
Die Manga-Reihe Sailor V enthält in der alten Fassung drei Bände und in der neuen Fassung zwei Bände.

### Manga Sailor V (alt)
Die Übersetzung wurde aus mehreren Sprachen angefertigt, unter anderem aus dem Englischen und Französischen.
Leserichtung: Westlich (von links nach rechts)
Sailor V Band 1
Sailor V Band 2
Sailor V Band 3

### Manga Codename: Sailor V (neu)
Die komplette Fassung wurde direkt aus dem Japanischen übersetzt: Die Übersetzung fertigte Costa Caspary an.
Leserichtung: Japanisch (von rechts nach links)
Codename: Sailor V Volume 1
ISBN 978-3-7704-7662-6
- Vol. 1 - Die Geburt von Sailor V
- Vol. 2 - Minako in: „Game Center Crown“
- Vol. 3 - Sailor Vs erster Einsatz „Channel 44“ - Pandoras Ambitionen
- Vol. 4 - Petit Pandoras Ambitionen
- Vol. 5 - Die Verschwörung von Dark Agency
- Vol. 6 - Das Duel zwischen Sailor V und Cyber Fighter Gurl Luga
- Vol. 7 - Sailor V macht Urlaub Hawaii im Visier!
- Vol. 8 - Liebe in einer Allee  Turbo! Vollgas voraus!

Codename: Sailor V Volume 2
- Vol. 9 - Sailor V vs. Debrine
- Vol. 10 - Sailor V in der Klemme?! Auftritt von Kaito Ace, das Phantom!
- Vol. 11 - Haustierkapitel 1 - Nyan-Nyans Verschwörung
- Vol. 12 - Haustierkapitel 2 - Wan-Wans Verschwörung
- Vol. 13 - Haustierkapitel 3 - Chu-Chus Verschwörung
- Vol. 14 - Auf dem Hachimaki-Stein die Jugend Verwettet
- Vol. 15 - Der Beginn einer neuen Reise! (1. Teil)
- Vol. 16 - Der Beginn einer neuen Reise! (2. Teil)

## Sailor Moon
Die Manga-Reihe Sailor Moon enthält in der alten Fassung 18 Bände und in der neuen Fassung 12 Bände.

### Manga Sailor Moon (alt)
Die Übersetzung wurde aus mehreren Sprachen angefertigt, unter anderem aus dem Englischen und Französischen.
Leserichtung: Westlich (von links nach rechts)
Sailor Moon Band 1 - Die Metamorphose
ISBN 3-89343-556-5
- Bunny
- Ami
- Rei
- Der Maskenball

Sailor Moon Band 2 - Der maskierte Mann
- Tuxedo Mask
- Mamoru Chiba
- Minako - Sailor V
- Serenity

Sailor Moon Band 3 - Die Mondkriegerinnen
- Der Mond
- Endymion
- Das letzte Gefecht

Sailor Moon Band 4 - Der Silberkristall
- Ende und Anfang
- Sailor Mars
- Sailor Merkur
- Sailor Jupiter

Sailor Moon Band 5 - Die Wächterin der Zeit
- Sailor Venus
- Sailor Pluto
- König Endymion

Sailor Moon Band 6 - Der Planet Nemesis
- Nemesis
- Geheime Manöver
- Black Lady

Sailor Moon Band 7 - Black Lady
- Wiedergeburt
- Infinity 1: Vorahnung

Sailor Moon Band 8 - Die Schule des Lebens
- Kleine Wellen
- Die neue Kriegerin
- Sailor Uranus und Sailor Neptun
- Sailor Pluto - Setsuna Meio

Sailor Moon Band 9 - Uranus und Neptun
- Die drei Kriegerinnen
- Super Sailor Moon
- Das unendliche Labyrinth
- Das unendliche Labyrinth 2

Sailor Moon Band 10 - Sailor Saturn
- Infinity 1

Sailor Moon Band 11 - Prinzessin Kaguyas Geliebter
- Extra Storie
- Casablanca Memory

Sailor Moon Band 12 - Der Pegasus
- Erster Traum: Sonnenfinsternis
- Zweiter Traum: Merkurs Traum
- Dritter Traum: Mars Traum

Sailor Moon Band 13 -  Helios
- Vierter Traum: Jupiters Traum
- Fünfter Traum: Venus Traum
- „Prüfungsstress“
  - Makotos Depression
  - Amis erste Liebe
  - Streit

Sailor Moon Band 14 - Dead Moon Circus
- Sechster Traum: Der Traum einer neuen Kriegerin
- Siebter Traum: Der Traum von Elysion

Sailor Moon Band 15 - Königin Nehelenia
- Achter Traum: Der Traum von Dead Moon
- Neunter Traum: Von der Erde zum Mond
- Chibiusas illustriertes Tagebuch

Sailor Moon Band 16 - Die Sailor Starlights
- Stars 1
- Stars 2
- Stars 3

Sailor Moon Band 17 - Sailor Galaxia
- Stars 4
- Stars 5
- Stars 6

Sailor Moon Band 18 - Das Galaktische Chaos
- Stars 7
- Stars 8
- Stars 9
- Stars 10

### Manga Pretty Guardian Sailor Moon (neu)
Die Manga-Reihe ist komplett im Verlag Egmont Manga & Anime erschienen.
Die komplette Fassung wurde direkt aus dem Japanischen übersetzt: Die Übersetzung fertigte Costa Caspary an.
Leserichtung: Japanisch (von rechts nach links).
Pretty Guardian Sailor Moon Volume 1
ISBN 978-3-7704-7648-0
- Act 1: Usagi - Sailor Moon
- Act 2: Ami - Sailor Mercury
- Act 3: Rei - Sailor Mars
- Act 4: Masquerade
- Act 5: Makoto - Sailor Jupiter
- Act 6: Tuxedo Mask

Pretty Guardian Sailor Moon Volume 2
ISBN 978-3-7704-7649-7
- Act 7: Mamoru Chiba - Tuxedo Mask
- Act 8: Minako - Sailor V
- Act 9: Princess Serenity
- Act 10: Moon - Mond
- Act 11: Wiedersehen mit Endymion

Pretty Guardian Sailor Moon Volume 3
ISBN 978-3-7704-7650-3
- Act 12: Der Feind - Queen Metaria
- Act 13: Der Entscheidungskampf - Reincarnation
- Act 14: Ein Ende und ein Anfang - Petit Étranger
- Act 15: Invasion - Sailor Mars
- Act 16: Entführung - Sailor Mercury

Pretty Guardian Sailor Moon Volume 4
ISBN 978-3-7704-7651-0
- Act 17: Ein Geheimnis - Sailor Jupiter
- Act 18: Invasion - Sailor Venus
- Act 19: Time Warp - Sailor Pluto
- Act 20: Crystal Tokyo - King Endymion
- Act 21: Verwirrungem - Nemesis

Pretty Guardian Sailor Moon Volume 5
ISBN 978-3-7704-7652-7
- Act 22: Erwartungen - Nemesis
- Act 23: Manipulatione - Wiseman
- Act 24: Angriff - Black Lady
- Act 25: Konfrontation - Death Phantom
- Act 26: Wiedergeburt - Never Ending

Pretty Guardian Sailor Moon Volume 6
ISBN 978-3-7704-7653-4
- Act 27: Infinity 1 - Vorahnungen
- Act 28: Infinity 2 - Wellenkreise
- Act 29: Infinity 3 - Zwei New Soldiers
- Act 30: Infinity 4 - Sailor Uranus - Haruka Tenno - Sailor Neptune - Michir Kaio

Pretty Guardian Sailor Moon Volume 7
ISBN 978-3-7704-7654-1
- Act 31: Infinity 5 - Sailor Pluto - Setsuna Meio
- Act 32: Infinity 6 - Drei Kriegerinnen
- Act 33: Infinity 7 - Change! Super Sailor Moon
- Act 34: Infinity 8 „Infinity-Labyrinth“ 1
- Act 35: Infinity 9 „Infinity-Labyrinth“ 2

Pretty Guardian Sailor Moon Volume 8
ISBN 978-3-7704-7655-8
- Act 36: Infinity 10 - Unendlich Der Himmel
- Act 37: Infinity 11 - Unendlich Urteil
- Act 38: Infinity 12 - Unendlich Aufbruch
- Act 39: Dream 1 - Eclipse Dream

Pretty Guardian Sailor Moon Volume 9
ISBN 978-3-7704-7656-5
- Act 40: Dream 2 - Mercury Dream
- Act 41: Dream 3 - Mars Dream
- Act 42: Dream 4 - Jupiter Dream
- Act 43: Dream 5 - Venus Dream
- Act 44: Dream 6 - New Soldier Dream

Pretty Guardian Sailor Moon Volume 10
ISBN 978-3-7704-7657-2
- Act 45: Dream 7 - Mirror Dream
- Act 46: Dream 8 - Elysium Dream
- Act 47: Dream 9 - Dead Moon Dream
- Act 48: Dream 10 - Princess Dream
- Act 49: Dream 11 - Earth and Moon Dream

Pretty Guardian Sailor Moon Volume 11
ISBN 978-3-7704-7658-9
- Act 50: Stars 1
- Act 51: Stars 2
- Act 52: Stars 3
- Act 53: Stars 4
- Act 54: Stars 5

Pretty Guardian Sailor Moon Volume 12
ISBN 978-3-7704-7659-6
- Act 55: Stars 6
- Act 56: Stars 7
- Act 57: Stars 8
- Act 58: Stars 9
- Act 59: Stars 10
- Act 60: Stars 11

## Manga Pretty Guardian Sailor Moon Short-Stories
Die Bände der Short-Stories gibt es nur in der Neufassung. In der alten Fassung waren sie Bestandteil der regulären Sailor Moon Manga-Reihe.
Die komplette Fassung wurde direkt aus dem Japanischen übersetzt: Die Übersetzung fertigte Costa Caspary an.
Leserichtung: Japanisch (von rechts nach links)
Pretty Guardian Sailor Moon Short-Stories Volume 1
ISBN 978-3-7704-7660-2
- „Chibiusas Bildertagebuch“
  - 1. Kapitel: Vorsicht! Neue Schülerin!
  - 2. Kapitel: Vorsicht! Tanabata!
  - 3. Kapitel: Vorsicht! Karies
- „Die Prüfungskämpfe“
  - 1. Kapitel: Makoto-chans Misere
  - 2. Kapitel: Ami-chans erste Liebe
  - 3. Kapitel: Rei und Minakos Mädchenschulenkampf
- „Pretty Guardian Sailor Moon - Bonusstory“
  - Das Geheimnis um Hammer Price Hall

Pretty Guardian Sailor Moon Short-Stories Volume 2
ISBN 978-3-7704-7661-9
- Prinzessin Kaguyas Liebe
- Casablanca Memory
- Parallel Sailormoon

## Unterschiede zwischen Fassungen
- Anzahl der Manga-Bände. Alte Fassung Sailor V umfasst 3 Bände, die neue Fassung Codename: Sailor V umfasst 2 Bände
Die alte Fassung Sailor Moon umfasst 18 Bände, die neue Pretty Guardian Sailor Moon umfasst 12 Bände.
Somit umfassen die Bände, in der Neufassung, mehr Seiten pro Band um die Differenz auszugleichen.
- Die Nebengeschichten haben in der neuen Fassung eine eigene Reihe mit dem Titel Pretty Guardian Sailor Moon Short-Stories bekommen.
- Die alte Fassung ist in westlicher Leserichtung, die neue ist in japanischer Leserichtung.
- Bei der neuen Fassung wurden einige Bilder überarbeitet.
- Die alte Fassung ist komplett in Schwarz-Weiß. In der neuen Fassung, sind am Anfang jeder Manga-Ausgabe einige Farb-Seiten.
- Die alte Übersetzung wurde aus dem Englischen und Französischen angefertigt. Die neue Übersetzung wurde direkt und komplett aus dem Japanischen angefertigt.
- Während in der alten Übersetzung Namen, Verwandlungen und Angriffe übersetzt wurde, wurden dies in der neuen Fassung nicht gemacht (bsp.: Bunny Tsukino (Alte Auflage), Usagi Tsukino (Neue Auflage))
- Die Auflage Sailor Moon trug noch ein Büchertitelzusatz (z. B.: Die Metamorphose), die Auflage Pretty Guardian Sailor Moon wird nur per Volume durchnummeriert.
- Die Neufassung hat komplett neue Buchcovers bekommen.